# Красный Мелиоратор
Красный Мелиоратор — хутор в Николаевском районе Волгоградской области России, административный центр Барановского сельского поселения.
Население — 1169 (2010)

## Физико-географическая характеристика
Хутор расположен в Заволжье, в пределах Прикаспийской низменности, на восточном берегу Волгоградского водохранилища, на высоте около 30 метров выше уровня мирового океана. Рельеф местности равнинный. Почвы каштановые. Почвообразующие породы — пески.
К хутор имеется асфальтированный подъезд от автодороги Николаевск — Палласовка (3,3 км). По автомобильной дороге расстояние до областного центра города Волгограда составляет 230 км, до районного центра города Николаевск — 54 км.
Климат
Климат континентальный, засушливый (согласно классификации климатов Кёппена-Гейгера — Dfa). Среднегодовая температура воздуха положительная и составляет + 7,3 °C, средняя температура самого холодного месяца января — 9,3 °C, самого жаркого месяца июля + 23,5 °C. Расчётная многолетняя норма осадков — 359 мм. Наименьшее количество осадков выпадает в марте (20 мм), наибольшее в июне (41 мм)

## История
Дата основания не установлена. Основан немецкими поселенцами. Первоначально известен как хутор Вербы (Вейденбаум). Относился к лютеранскому приходу Галка.
В 1928 году хутор включён в состав Николаевского района Нижне-Волжского края, с 1934 года — в составе Сталинградского края, с 1936 года — Сталинградской области). В 1936 году относился к Либкнехтовскому сельсовету.

28 августа 1941 года был издан Указ Президиума ВС СССР «О переселении немцев, проживающих в районах Поволжья», немецкое население было депортировано. В 1949 году Либкнехтовский сельсовет был ликвидирован, хутор впоследствии переименован в Красный Мелиоратор.

## Население
Динамика численности населения
| 1926 | 1936 | 1987  | 2002 |
| ---- | ---- | ----- | ---- |
| 94   | 174  | ≈1100 | 1049 |

| 2010 |
| ---- |
| 1169 |